# 宇留野氏
宇留野氏（うるのうじ/うるのし）は日本の氏族のひとつ。

## 宇留野氏概説
佐竹義人の孫、宇留野義公に始まる宇留野氏の本姓は源氏。佐竹氏（常陸源氏）の傍流にあたる。家紋は佐竹に準じた扇紋。庶流に大山田氏など。常陸国那珂郡宇留野邑（宇留野村）を拠点として、宇留野氏と称したとされる。
関東の多くの地や氏がそうである様に、二極的に言えば源氏方以前は平氏方であり、『新編常陸國誌（しんぺんひたちのこくし）』（更にその基書は『古今類聚常陸國誌』1667年）には平安時代にこの地に住む宇留野五郎時景という者が平貞盛から所領を与えられこの地に城を建てたと記述がある。
『後佐竹氏譜』に「佐竹14代義俊の第5子に義公（掃部助/天鳳在虎（てんぷうありとら）/宇留野在虎/宇留野義公）がおり、その子に2子が処り、長男は義長（宇留野源兵衛/宇留野刑部、次男は義久。弟の義久は、佐竹15代義舜の子であり、佐竹16代義篤の弟義元を養子とした。義長の子には長昌、その子は源太郎とも源兵衛とも云い、代々宇留野氏を守った。」
と記述がある様に、宇留野義公の系譜は長男の義長の系統が部垂の乱以降も継続している。「賀峰の戦いで戦死を遂げた。嗣子が無かった為…」とされる宇留野義長はもっと後世の宇留野義長の事である。宇留野義公に始まる系譜には義長という名が何度も出て来るので留意が必要である。また古の時代は職業とその職業名=官途≒呼名を代々の生業として世襲するのが通常であり宇留野義公に始まる系譜も代々源兵衛や源太郎を世襲しているため留意が必要である。
なお、『姓氏家系大辞典 第1巻』に、「宇留野義公の四男は大山田大学という。佐竹侯に随い秋田に移るという。」との記載があるが、宇留野氏族が佐竹氏に随い秋田に移った年代は勝忠や左近の年代である1602年（慶長7年）であり、宇留野義公の四男に大山田大学が居た年代とは異なる。また、『常陸誌料 三 前後佐竹氏譜』を観る限りでは宇留野義公の四男に大山田大学という者が居た記録は無く、義長の四男に大學（失名）と表記された者が居り下野大山田に居たそうである。
戦国時代にあたる16世紀（1500年代）前半に、佐竹義舜の3男から宇留野義久（宇留野義公の次男）の養子となった宇留野義元は、1529年（享禄2年）に近隣の小貫氏の部垂城を奪い、これ以降は部垂氏を名乗る。これを以て宇留野は長男の義長が継ぐ事になる。
以後、部垂義元と常陸太田城の実兄・佐竹本家16代義篤との兄弟間争いが12年間続く（部垂の乱）。『妙徳寺過去帳』等によると、1534年に佐竹軍が義元を攻める鹿子原合戦、同年に口尾瀬（茨城県那珂郡緒川村下小瀬か?）合戦、1535年12月に高久城戦、1536年に和議成立も、1538年3月18日に口尾瀬一戦、️1539年3月に部垂前小屋落城（近隣の前小屋城か?）、同年3月22日に部垂要害攻め、再び一時和議が成立、しかし『佐竹義元之墓碑』等によると1540年に部垂城大手門橋架け替え工事の際、義元が工事の結果に不満をもち、工事担当だった家臣の大賀外記（おおがげき）氏に対し大衆の面前で苦言とも罵言とも云われている発言をするとこれを恥辱に感じた大賀氏が腹いせに佐竹16代義篤のもとに参上し、｢恐れながら、部垂義元殿には御謀反の兆し在り。部垂城の橋の架け替えの普請（ふしん）は佐竹氏に対する御謀反の意の顕れである。（=部垂義元殿は城の守りを堅くして謀反をしようと企んでいるのですよ。）｣と真実とも嘘とも判らない情報を吹き込み、しかしながら佐竹方はこの情報をもとに義元討伐を決意する。そして和議が成立していたにも関わらず同年3月14日に佐竹軍500〜700人が部垂軍約50人を奇襲、部垂方は包囲され城郭も破壊。義元は自害し、養父の義久も自害。義元の子である竹寿丸は逃走し切れず死亡した。
この最終戦の時に追討勢の指揮を執り、その大将役だったのが宇留野源兵衛（義長か?）とされる。
こうして次男・義久の系統は途絶えたが、長男・義長の系統は継続した。また佐竹氏の勢力拡大に伴い佐竹本家の家臣となる宇留野氏族も居り、江戸氏のもとにも宇留野氏族は観られる。1557年に宇留野太蔵（宇留野城趾案内板に記録）、1562年8月に宇留野土佐守（とさのかみ）長貞（「石名坂より鮎川迄三十六騎、支配寄（しはいより）宇留野土佐守長貞の家老面川和泉戦死」と『佐竹大秘録』に記録）、?年に宇留野玄蕃尉（げんばのじょう）（佐竹18代義重御家門衆の御親類の中に記録）、1582年に宇留野源太郎（宇留野城趾案内板に記録）、1584年に宇留野源太郎（隠井山高在院妙徳寺の棟札に記録）、1591年に宇留野源太郎（常陸太田城へ参列した佐竹家臣の中に記録）、同年に宇留野源太郎（佐竹19代義宣が常陸太田城から水戸城へ移る際に御列座（ごれつざ）と『佐竹大秘録』（『佐竹家国秘録』か?）に記録）、1593年に宇留野源兵衛（宇留野城趾案内板に記録）、等。
尚、義久だけでなく部垂義元の血も絶えたが部垂の遺臣達は部垂衆として小場家の寄騎（よりき）となり、佐竹氏の秋田減転封の際も寄親である小場家に従い大館城下に居住している。秋田県大館市内には部垂の地名や、義元を祭神とする部垂八幡神社が在る。

## 部垂城敷地内に在る部垂の氏神宮（現:甲神社）の大修理費を寄附している宇留野氏
実弟である部垂義元の血を根絶やしにした佐竹16代義篤の子・佐竹17代義昭の代になると佐竹氏は領内各地の寺社を厚遇しており、とりわけ1557年に部垂大宮大明神甲宮（現:甲神社)を大修理している。その修理費の寄附を割当てられた人々の名簿『佐竹義昭奉加帳』（茨城県指定文化財）に名を遺す多くは部垂衆=部垂遺臣達と考えられているものの、寄附者の中に「宇留野???」の文字も判読出来る。

## 江戸氏のもとにも観られる宇留野氏
江戸氏の家臣・加倉井氏（茨城県水戸市加倉井町）が外護する妙徳寺（現・隠井山高在院妙徳寺）の棟札によると、妙徳寺の修理が1584年1月12日から暫し行なわれているが、その修理費の寄附を人々に募った者と寄附者として「十乗坊（式部卿日妙）妙徳寺 宇留野源太郎殿 加倉井讃岐守（さぬきのかみ）内儀（ないぎ）」、「守護重通代宇留野源太郎殿（=地域の管轄者の江戸重通の代役の宇留野源太郎殿）」といった記録があり、部垂の乱以降も引続き江戸氏のもとにも宇留野氏族は観られる。

## 秋田減転封に同行した宇留野氏
宇留野氏のうち記録に遺っている明確な系譜の起こりは茨城県常陸太田市を中心に栄えた佐竹本家の一傍流である。室町時代、佐竹本家14代義俊}の4男・天鳳在虎が還俗して宇留野村に住む際に宇留野義公と俗世名を名乗った。
但し『新編常陸國誌』（更にその基書は『古今類聚常陸国誌』1667年）によると平安時代の天禄年間（970年-973年）にこの地に住む宇留野五郎時景という者が平貞盛から所領を与えられこの地に城（宇留野城）を建てたと記述があり、また『水府志料』内の「樫村氏所蔵文書」によると、鎌倉時代末の元享3年（1323年）9月23日付関東下知状に、永仁5年（1297年）に当地の地頭に任命された「宇留野大輔阿闍梨宏瑜（うるのだいすけあじゃりこうゆ）」という僧侶の名が見え、鎌倉時代には「宇留野」を名字の地とする氏族がいたと推定されているが、真の宇留野氏（うじ）や系譜の起こりはまだよく解明されていない。
義公の長男が義長、次男が義久。次男は自害し、長男の長男が長昌（源五郎長昌）、長男の次男が長行。
江戸時代前年の1602年（慶長7年）に佐竹19代義宣の時になると佐竹氏は現在の秋田県への減転封令を徳川家康から受け下向するが、この秋田減転封には宇留野氏族の内、宇留野義重が同行している。この時、宇留野は宇留野氏神に軍配団扇2握（常陸大宮市指定有形文化財）を納めたと伝承されている。
佐竹氏の秋田減転封に於いては傍流や家臣達は一族全員が同行した訳ではなく、長男家族のみ同行し、他は農民として住み慣れた地に残るケースも多かったと、実際にこの辺りの地域でも云い伝えられている。
秋田地方にて長行の子孫である勝明などは久保田藩の初代郡奉行等を務めた。
```
系譜 佐竹義人（上杉義憲）-義俊-宇留野義公-義長-長昌=長行-義長-勝忠=勝明-勝休-伊勢千代
```

## 水戸藩の尊王志士・義民として活躍した宇留野氏
江戸時代の1831年に宇留野源五郎という者が誕生。常陸国那珂郡小野村の百姓で水戸藩からこの地の小山守（こやまもり）に選任され担っていた。
水戸藩では1830年代後半～1840年代にかけ尊王攘夷思想が形成され水戸学が盛んであり、源五郎も尊王攘夷運動に励むも1872年（明治元年）小野村にて討死。享年41歳。靖国神社に合祀（ごうし）。